# Felipe Augusto (futbolista nacido en 1989)
Felipe Augusto de Almeida Monteiro (Mogi das Cruzes, São Paulo, Brasil, 16 de mayo de 1989), conocido simplemente como Felipe, es un exfutbolista brasileño. Jugaba como defensa y su último equipo fue el Nottingham Forest F. C. de Inglaterra.

## Trayectoria

### Inicios
Felipe nació en Mogi das Cruzes, fue a prueba en el Sport Club Corinthians Paulista a la edad de 14 años, pero fue liberado. Luego trabajó para su suegra, entregando hongos a los restaurantes, mientras jugaba para Valtra, un equipo de trabajo de una empresa de tractores asociado con União Futebol Clube. Allí se convirtió en profesional y debutó en el Campeonato Paulista Serie A2 en 2009. Después de jugar dos amistosos contra el Clube Atlético Bragantino del Campeonato Brasileño de Serie B en 2011, fichó por ellos.

### Sport Club Corinthians Paulista
Con solo 88 minutos de fútbol a su nombre en su primer año con el Corinthians, fue una inclusión sorpresa para el equipo elegido por el técnico Tite para la Copa Mundial de Clubes de la FIFA 2012 en Japón. No lo jugó, pero su club ganó el título contra el Chelsea.
En el Campeonato Brasileño de Serie A de 2015, Felipe jugó 26 partidos y el Corinthians ganó el título nacional. Marcó su primer gol en la competición el 26 de julio en un empate 1-1 en el Coritiba Foot Ball Club, el 9 de agosto fue expulsado en un partido del mismo resultado ante el São Paulo Futebol Clube.

### Fútbol Club Oporto
El 15 de junio de 2016, Felipe se mudó al extranjero por primera vez y firmó un contrato por cinco años con el Fútbol Club Oporto. Hizo su debut el 12 de agosto cuando comenzaron su temporada con una victoria por 3-1 sobre el Rio Ave Futebol Clube. El 23 de agosto, abrió el marcador en una victoria por 3-0 ante la Associazione Sportiva Roma en el playoff de la Liga de Campeones de la UEFA para poner al Oporto en la fase de grupos por 4-1 en el global, y cinco días después marcó un primer gol. gol en la liga para abrir una derrota por 2-1 ante el Sporting de Lisboa.
En 2017-18, el Oporto ganó la liga y Felipe fue uno de los cinco jugadores del club nombrados en «el Equipo del Año», junto con sus compañeros defensores Alex Telles y Ricardo Pereira. El 3 de enero encabezó al ganador en el Clube Desportivo Feirense (2-1) y luego fue expulsado por una segunda tarjeta amarilla.
El 2 de abril de 2019, Felipe fue expulsado en un empate 1-1 en el Sporting de Braga, aunque su equipo avanzó a la final de la Copa de Portugal de 2019 por 4-1 en el global. Debido a su acumulación de tarjetas amarillas durante la temporada, se perdió los siguientes dos partidos de liga. En la final del 25 de mayo en el Estádio Nacional, marcó en el tiempo añadido al final de la prórroga para asegurar un empate 2-2 con el Sporting, pero el equipo de Lisboa ganó en los penaltis.

### Club Atlético de Madrid
El 27 de mayo de 2019 fichó por el Club Atlético de Madrid por 20 millones de euros. Anotó su primer gol para el club en la victoria de la última jornada de la Liga de Campeones de la UEFA por 2-0 contra el Lokomotiv de Moscú y ayudó a su equipo a avanzar a la fase eliminatoria.
En la temporada 2020-21, se proclamó campeón de liga tras la victoria del Atlético de Madrid por 2-1 ante el Real Valladolid Club de Fútbol en la última jornada de liga el 22 de mayo, durante  esta temporada juega un total de 31 partidos de liga siendo en 23 de ellos titular. En la Liga de Campeones de la UEFA el Atlético de Madrid fue eliminado en octavos de final a manos del Chelsea F. C. con un global de 0-3 en contra, tras un 0-1 en la ida jugando como local en el Arena Națională en Bucarest y un 2-0 jugando como visitante en Stamford Bridge. Además el Atlético de Madrid fue eliminado de la Copa del Rey a manos de la Unió Esportiva Cornellà, equipo entonces de Segunda división B, en la segunda ronda de la competición.
En total fueron 113 los partidos que disputó, en los que marcó cuatro goles, durante las tres temporadas y media que estuvo en las que ganó un título de Liga.

### Nottingham Forest
Tras llegar a un acuerdo para su traspaso, el 31 de enero de 2023 firmó con el Nottingham Forest F. C. hasta 2024. Este acabó siendo el último equipo de su carrera, que terminó al finalizar la temporada 2023-24.

## Selección nacional
El 26 de marzo de 2016 fue convocado por el técnico Dunga para el partido ante Paraguay, válido para los Clasificatorios al Mundial de 2018. El partido se llevó a cabo el 29 de marzo en el Estadio Defensores del Chaco de Asunción. Sustituyó, en la convocatoria, al defensa David Luiz, luego de que la sanción por la segunda amarilla (que genera sanción automática) en el partido ante Uruguay terminó en 2 a 2.
El 17 de agosto de 2018 fue convocado nuevamente por el entonces técnico Tite para disputar los amistosos ante Estados Unidos y El Salvador los días 7 y 11 de septiembre respectivamente. Felipe debutó ante El Salvador.
Fue convocado para representar a Brasil en la Copa América 2021, pero una lesión en la rodilla le hizo abandonar la competición sin haber podido debutar.

### Participaciones en Copas América
| Torneo            | Sede   | Resultado  | Partidos | Goles |
| ----------------- | ------ | ---------- | -------- | ----- |
| Copa América 2021 | Brasil | Subcampeón | 0        | 0     |

## Estadísticas

### Clubes
Actualizado al último partido disputado de su carrera.
| Club                               | Div.          | Temporada     | Liga  | Liga  | Estatal | Estatal | Copas nacionales | Copas nacionales | Torneos internacionales | Torneos internacionales | Total | Total |
| Club                               | Div.          | Temporada     | Part. | Goles | Part.   | Goles   | Part.            | Goles            | Part.                   | Goles                   | Part. | Goles |
| ---------------------------------- | ------------- | ------------- | ----- | ----- | ------- | ------- | ---------------- | ---------------- | ----------------------- | ----------------------- | ----- | ----- |
| C. A. Bragantino · Brasil          | 2.ª           | 2011          | 33    | 1     | 1       | 0       | 0                | 0                | 0                       | 0                       | 34    | 1     |
| C. A. Bragantino · Brasil          | Total club    | Total club    | 33    | 1     | 1       | 0       | 0                | 0                | 0                       | 0                       | 34    | 1     |
| S. C. Corinthians · Brasil         | 1.ª           | 2012          | 3     | 0     | 1       | 0       | 0                | 0                | 0                       | 0                       | 4     | 0     |
| S. C. Corinthians · Brasil         | 1.ª           | 2013          | 6     | 0     | 6       | 1       | 1                | 0                | 1                       | 0                       | 14    | 1     |
| S. C. Corinthians · Brasil         | 1.ª           | 2014          | 11    | 0     | 5       | 0       | 2                | 1                | 0                       | 0                       | 18    | 1     |
| S. C. Corinthians · Brasil         | 1.ª           | 2015          | 26    | 1     | 11      | 1       | 2                | 0                | 9                       | 2                       | 48    | 4     |
| S. C. Corinthians · Brasil         | 1.ª           | 2016          | 7     | 0     | 12      | 2       | 0                | 0                | 7                       | 0                       | 25    | 2     |
| S. C. Corinthians · Brasil         | Total club    | Total club    | 53    | 1     | 35      | 4       | 5                | 1                | 17                      | 2                       | 109   | 8     |
| F. C. Oporto Portugal              | 1.ª           | 2016-17       | 32    | 2     | —       | —       | 3                | 0                | 10                      | 1                       | 45    | 3     |
| F. C. Oporto Portugal              | 1.ª           | 2017-18       | 30    | 3     | —       | —       | 7                | 0                | 7                       | 1                       | 44    | 4     |
| F. C. Oporto Portugal              | 1.ª           | 2018-19       | 31    | 1     | —       | —       | 12               | 2                | 10                      | 1                       | 53    | 4     |
| F. C. Oporto Portugal              | Total club    | Total club    | 93    | 6     | 0       | 0       | 22               | 2                | 27                      | 3                       | 142   | 11    |
| Atlético de Madrid · España        | 1.ª           | 2019-20       | 25    | 1     | —       | —       | 3                | 0                | 8                       | 1                       | 36    | 2     |
| Atlético de Madrid · España        | 1.ª           | 2020-21       | 31    | 0     | —       | —       | 2                | 0                | 5                       | 0                       | 38    | 0     |
| Atlético de Madrid · España        | 1.ª           | 2021-22       | 26    | 2     | —       | —       | 2                | 0                | 7                       | 0                       | 35    | 2     |
| Atlético de Madrid · España        | 1.ª           | 2022-23       | 3     | 0     | —       | —       | 0                | 0                | 1                       | 0                       | 4     | 0     |
| Atlético de Madrid · España        | Total club    | Total club    | 85    | 3     | 0       | 0       | 7                | 0                | 21                      | 1                       | 113   | 4     |
| Nottingham Forest F. C. Inglaterra | 1.ª           | 2022-23       | 16    | 0     | —       | —       | 0                | 0                | —                       | —                       | 16    | 0     |
| Nottingham Forest F. C. Inglaterra | 1.ª           | 2023-24       | 7     | 0     | —       | —       | 2                | 0                | —                       | —                       | 9     | 0     |
| Nottingham Forest F. C. Inglaterra | Total club    | Total club    | 23    | 0     | 0       | 0       | 2                | 0                | 0                       | 0                       | 25    | 0     |
| Total carrera                      | Total carrera | Total carrera | 287   | 11    | 35      | 4       | 36               | 3                | 65                      | 6                       | 423   | 24    |
| 1. 2. 3.                           |               |               |       |       |         |         |                  |                  |                         |                         |       |       |

## Palmarés

### Títulos nacionales
| Título                        | Equipo             | País     | Año  |
| ----------------------------- | ------------------ | -------- | ---- |
| Campeonato Paulista           | S. C. Corinthians  | Brasil   | 2013 |
| Campeonato Brasileiro Série A | S. C. Corinthians  | Brasil   | 2015 |
| Primeira Liga                 | F. C. Oporto       | Portugal | 2018 |
| Supercopa de Portugal         | F. C. Oporto       | Portugal | 2018 |
| Primera División de España    | Atlético de Madrid | España   | 2021 |

### Títulos internacionales
| Título              | Equipo            | Sede            | Año  |
| ------------------- | ----------------- | --------------- | ---- |
| Copa Libertadores   | S. C. Corinthians | América del Sur | 2012 |
| Mundial de Clubes   | S. C. Corinthians | Japón           | 2012 |
| Recopa Sudamericana | S. C. Corinthians | Brasil          | 2013 |